# Bonnie Cashin
Bonnie Cashin (Oakland (California), 28 de septiembre de 1915-Nueva York, 3 de febrero de 2000) fue una diseñadora de moda estadounidense, considerada una de las mejores de su país en el siglo XX.

## Biografía
Era hija del fotógrafo Carl Cashin y la modista Eunice Cashin. Estudió en la Art Student's League de Nueva York. En esa ciudad diseñó el vestuario de la compañía de danza del teatro Roxy. En 1937 entró a trabajar en la empresa Adler & Adler, para la que diseñó una línea de ropa deportiva. En 1943 se estableció en Hollywood, donde entró a trabajar en la 20th Century Fox, para la que diseñó el vestuario de una treintena de películas. En 1949 volvió a Nueva York, donde en 1951 abrió su propio negocio, Bonnie Cashin Design Inc.
Destacó por sus diseños sencillos y funcionales, de prendas holgadas, compuestas generalmente de varias piezas que se podían combinar según la climatología. Tenía un gran sentido en la elección de telas, de las que trabajó preferentemente con piel, ante, lona, tweed y popelín. Entre sus diseños más famosos se encuentran chaquetas de estilo chino, tabardos de lana, vestidos de ante con recortes, abrigos tipo kimono, impermeables de lona y popelín, vestidos de punto con capucha y esmóquines de tela de tapicería, así como las más populares, las faldas largas de mohair plisado y los ponchos, una antigua prenda de origen precolombino que ayudó a popularizar.
Dentro de sus varias creaciones, se encuentra el famoso bolso "Cashin Carry" creado para la marca Coach en 1960. Introduciendo así el "tote bag" de cuero en el mundo de la moda.

## Filmografía parcial
- 1944 : The Keys of the Kingdom, de John M. Stahl
- 1944 : In the Meantime, Darling, de Otto Preminger
- 1944 : ''Home in Indiana, de Henry Hathaway
- 1944 : The Eve of St. Mark, de John M. Stahl
- 1944 : Laura, de Otto Preminger
- 1945 : Diamond Horseshoe, de George Seaton
- 1945 : A Tree Growns in Brooklyn, de Elia Kazan
- 1945 : Fallen Angel, de Otto Preminger
- 1945 : Junior Miss, de George Seaton
- 1945 : The House on 92nd Street, de Henry Hathaway
- 1945 : The Bullfighters, de Malcolm St. Clair
- 1946 : Anna and the King of Siam, de John Cromwell
- 1946 : Cluny Brown, de Ernst Lubitsch
- 1946 : Do You Love Me, de Gregory Ratoff
- 1947 : I Wonder Who's Kissing Her Now, de Lloyd Bacon
- 1947 : Nightmare Alley, de Edmund Goulding
- 1948 : The Snake Pit, de Anatole Litvak
- 1948 : The Luck of the Irish, de Henry Koster
- 1948 : Cry of the City, de Robert Siodmak
- 1948 : Scudda Hoo! Scudda Hay!, de F. Hugh Herbert
- 1948 : Give Me Regards to Broadway, de Lloyd Bacon
- 1948 : Unfaithfully Yours, de Preston Sturges
- 1948 : The Iron Curtain, de William A. Wellman
- 1949 : You're My Everything, de Walter Lang
- 1949 : It Happens Every Spring, de Lloyd Bacon
- 1949 : I Was a Male War Bride, de Howard Hawks